# Peter Maxwell Davies

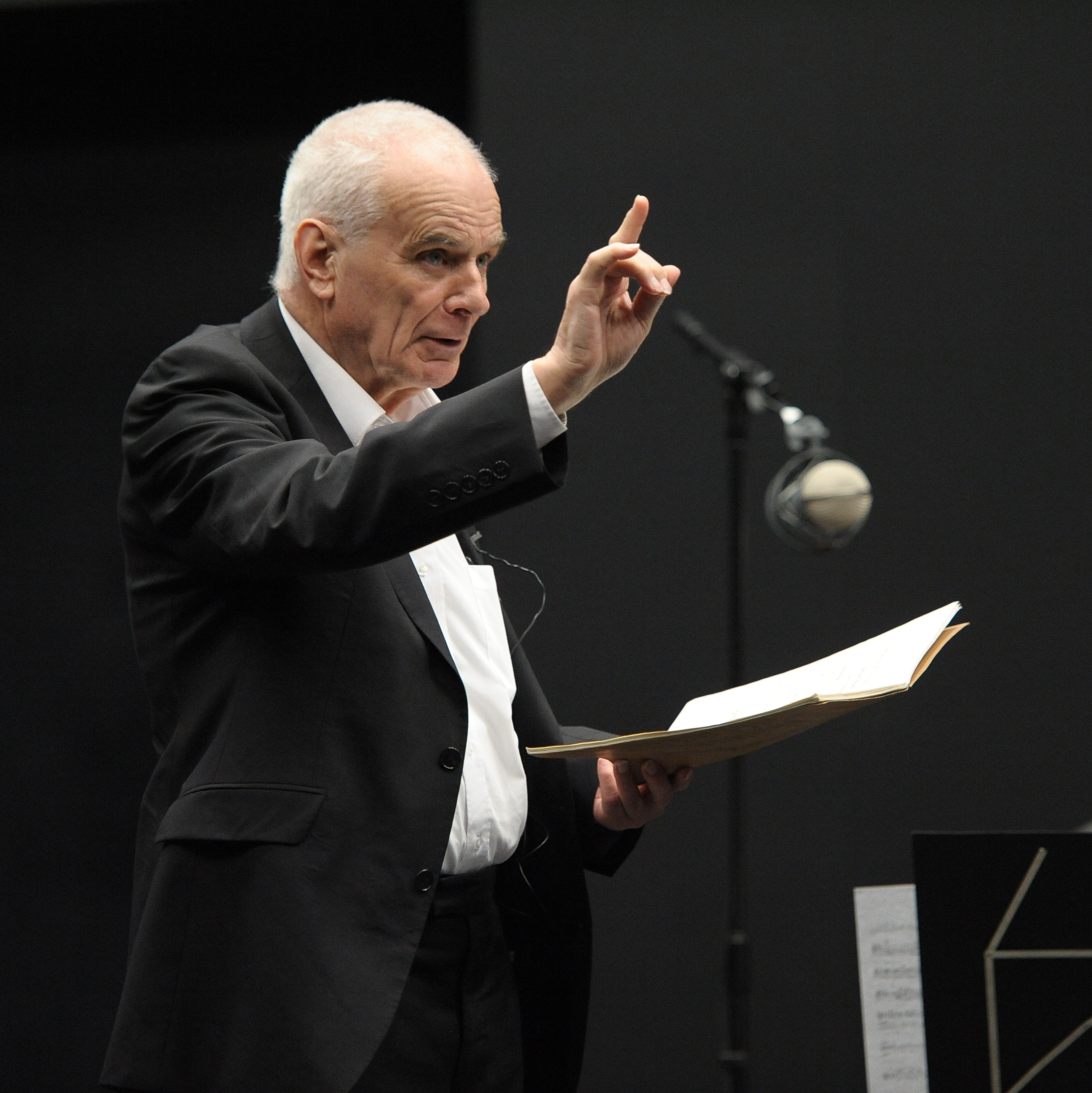

Sir Peter Maxwell Davies, CBE (Salford, 8 de setembro de 1934 - 14 de março de 2016) foi um compositor, pianista e maestro inglês.

## Biografia
Davies teve aulas piano e composição desde idade precoce. Após terminar o ensino no Leigh Boys Grammar School, estudou na Universidade de Manchester e no Royal College of Music. Entre seus colegas estavam Harrison Birtwistle, Alexander Goehr, Elgar Howarth e John Ogdon. Juntos formaram um grupo de música contemporânea chamado Música Nova Manchester. 
Depois de 1956 estudou com Goffredo Petrassi, e trabalhou como director musical no Cirencester Grammar School, de 1959 a 1962. Em 1962 obteve uma bolsa na Universidade de Princeton, ajudado por Aaron Copland e Benjamin Britten. Lá estudou com Roger Sessions, Milton Babbitt e Earl Kim. Em seguida mudou-se para a Austrália, onde foi compositor residente no Elder Conservatorium of Music, na Universidade de Adelaide, entre 1965 e 1966. 

## Composições
- Fantasias on an In nomine of John Taverner (1962; For a large orchestra dividing into several chambers ensembles to be performed)
- Eight Songs for a Mad King (1968; for singer/narrator/actor and chamber ensemble)
- Missa super l'homme armé (1968, rev. 1971; for male or female speaker or singer and ensemble)
- Ave Maris Stella (1975; chamber ensemble)
- Symphony No. 1 (1976-77; orchestra)
- The Lighthouse (opera) (1979; chamber opera)
- Cinderella (1980; children’s opera)
- Image, Reflection, Shadow (1982; ensemble)
- Concerto for Violin and Orchestra (1985; dedicated to Isaac Stern who gave the first performance on June 21, 1986 at the St. Magnus Festival in the Orkney Islands)
- Caroline Mathilde (1991; ballet)
- A Spell for Green Corn: The MacDonald Dances (1993; violin, orchestra)
- Job (1997; singers, orchestra)
- Mr Emmet Takes a Walk (2000; chamber opera)

## Ligeiros
- 1953-8 - studied in Manchester and Rome.
- 1967 - together with Harrison Birtwistle, founded the contemporary music touring ensemble the Pierrot Players (later renamed The Fires of London).
- 1971 - moved to Hoy in the Orkney Islands.
- 1987-96 - wrote the ten Strathclyde Concertos for the Scottish Chamber Orchestra.
- 2002 - embarked on a cycle of ten string quartets, commissioned by Naxos.
- 2004 - appointed Master of the Queen’s Music.

## Gravações
- Naxos Quartets
- Missa parvula; two organ pieces; two motets - Hyperion CDA67454
- Magnificat and Nunc Dimittis and O Sacrum Convivium - Delphian DCD34037
- Symphonies 1 - 6 - BBC Philharmonic/composer - Collins Classics
- Ave Maris Stella; Image, Reflection, Shadow; Runes from a Holy Island - Fires of London/composer - Unicorn-Kanchana

## Alunos
- Elisabetta Brusa
- Ronald Caltabiano
- Ross Edwards (composer)
- Philip Grange
- Edward Barnes
- Haflidi Hallgrímsson
- Hilda Paredes
- Gillian Whitehead